# JAHO VI
JAHO VI je bila šesta jugoslovanska alpinistična odprava v Himalajo, ki je trajala od 11. avgusta do 12. novembra 1975. Cilj odprave je bil 8481 metrov visoki Makalu.

## Člani odprave
- Aleš Kunaver (vodja)
- Janko Ažman
- Stane Belak
- Zoran Bešlin
- Danilo Cedilnik
- Janez Dovžan
- Boris Erjavec
- Viktor Grošelj
- Tomaž Jamnik
- Stane Klemenc
- Ivan Kotnik
- Janez Lončar
- Marjan Manfreda - Marjon
- dr. Damijan Meško
- ing. Bojan Pollak
- Miran Rebula
- Radovan Riedl (TV snemalec)
- Roman Robas
- Jože Rožič
- Dušan Srečnik
- Nejc Zaplotnik

## Zgodovina
JAHO VI je predstavljala največji uspeh jugoslovanskega alpinizma v Himalaji.
Manfreda (brez dodatnega kisika) in Belak sta 6. oktobra 1975 osvojila primarni cilj odprave. Uspeh so dopolnili 8. oktobra še Ažman in Zaplotnik, 10. oktobra Grošelj in Kotnik ter 11. oktobra Dovžan, ki so vsi prišli na vrh gore.